# Kroketten

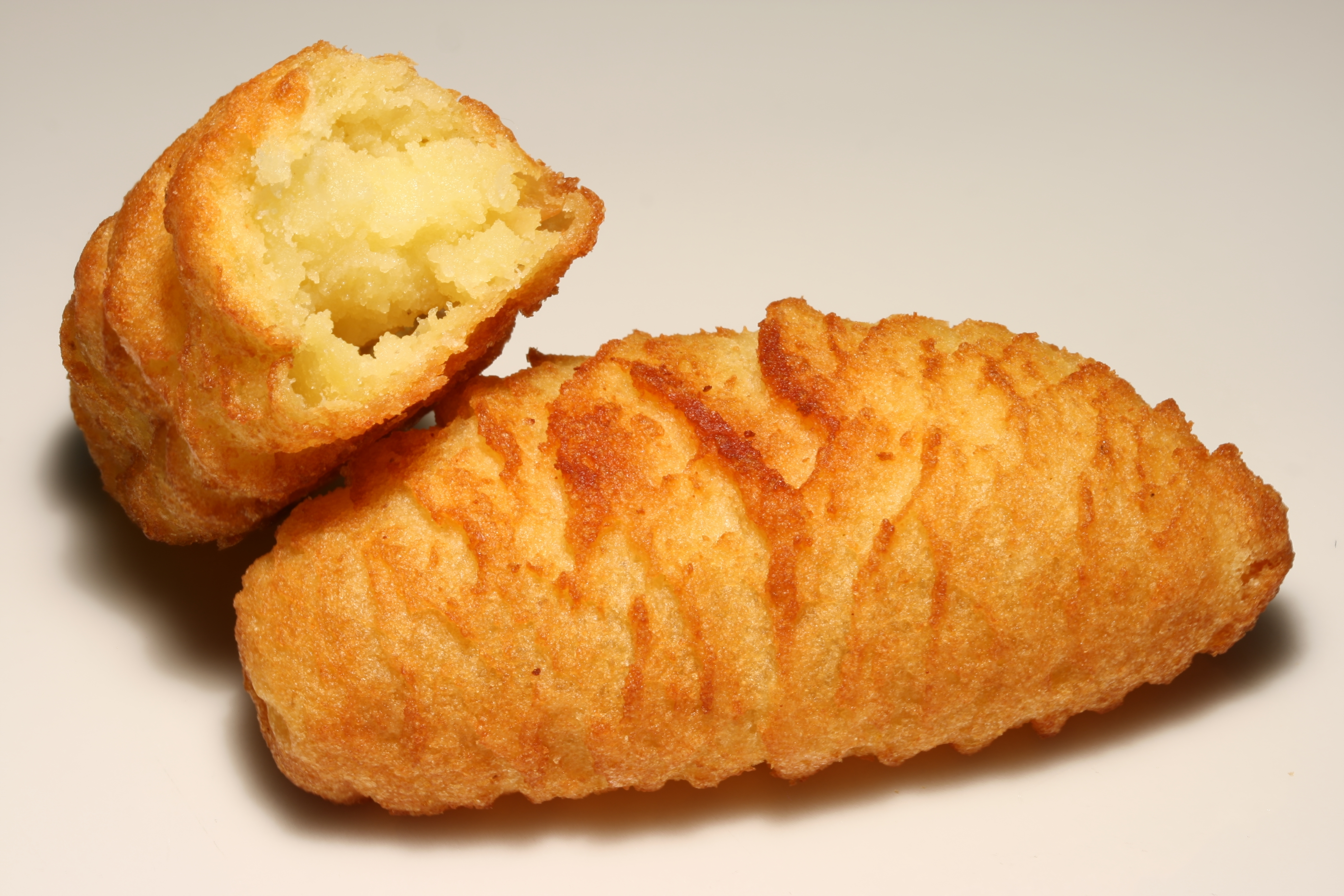
Gebackene Kartoffelkroketten

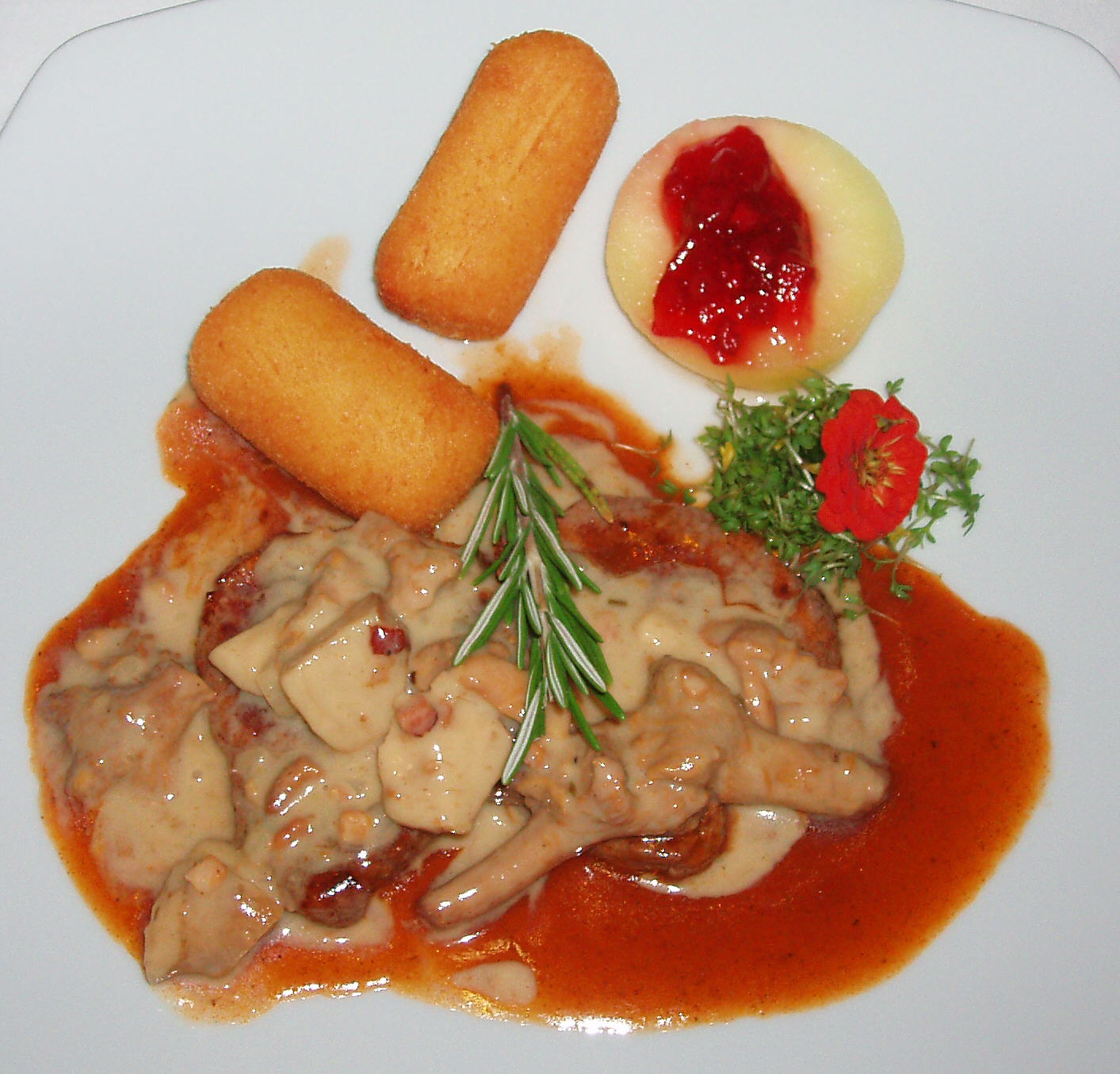
Kartoffelkroketten als Beilage

Als Krokette (f, meist im Plural Kroketten verwendet; von französisch croquette, dieses von croquer ‚knacken‘, lautmalerisch für ‚etwas Knuspriges zerbeißen‘) bezeichnet man in der Küchensprache einen aus verschiedenen Grundmassen zubereiteten, panierten und frittierten länglichen oder auch runden Formling von zumeist kleinerer Abmessung.

## Krokettenmassen

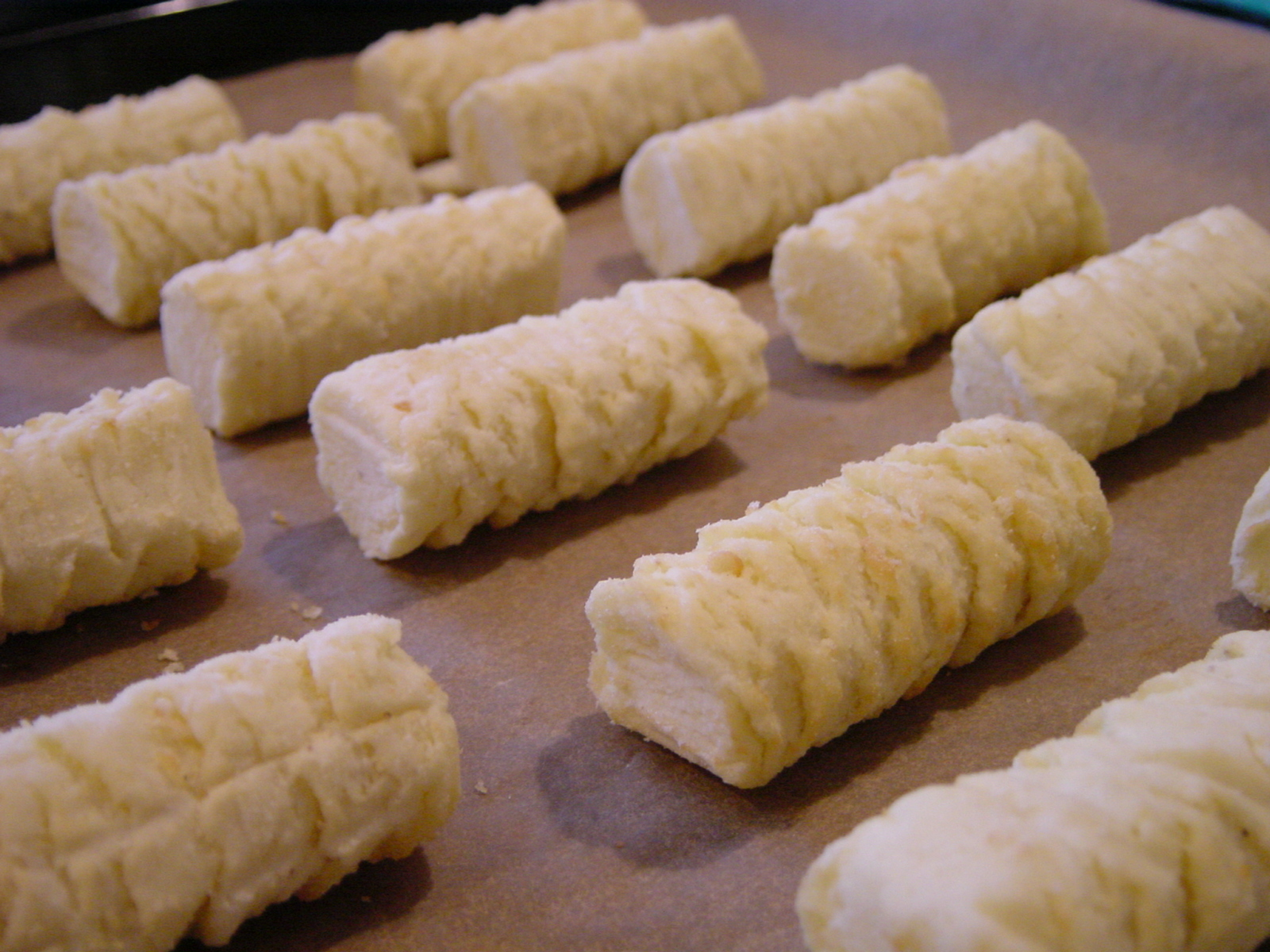
Tiefgefrorene Kartoffelkroketten als industrielles Fertigprodukt

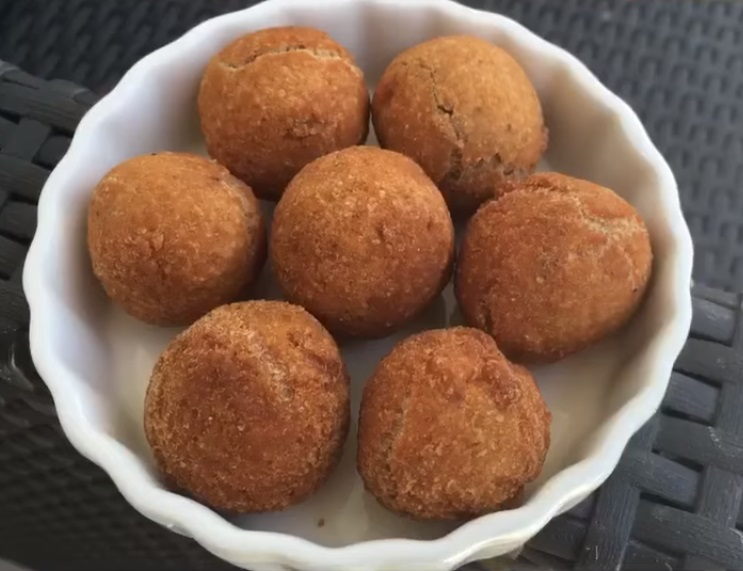
Croqueta paraguaya, Maniok-Kroketten (Paraguay)

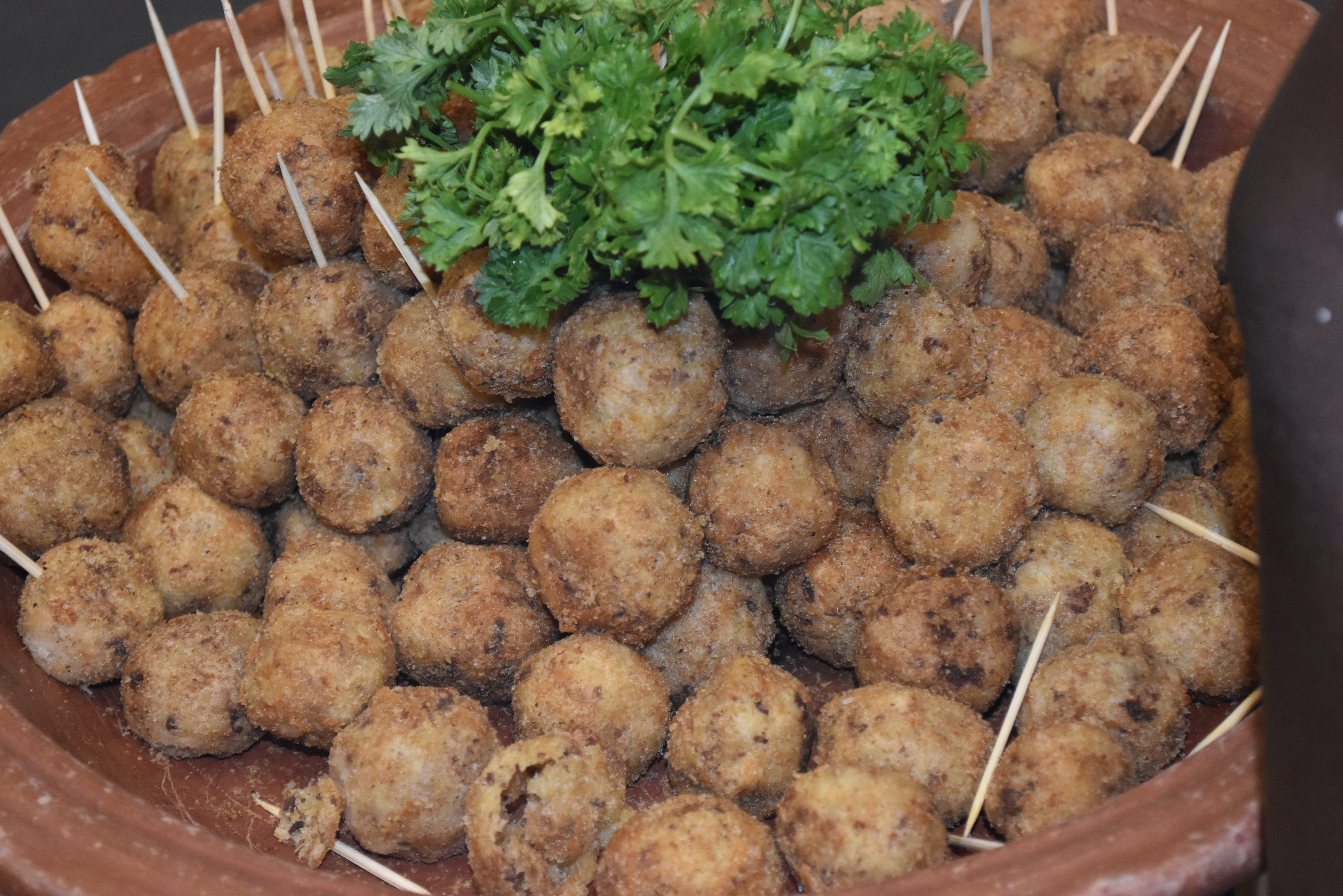
Yams-Kroketten (Benin)

Krokettenmassen müssen sowohl gut formbar als auch formstabil sein und dürfen nicht zu viel Flüssigkeit enthalten, da diese beim Frittieren durch zu starkes Verdampfen zum Aufplatzen der panierten Krokettenhülle führen kann. Sie bestehen in ihrer Hauptzutat aus gegarten stärkehaltigen Nahrungsmitteln, wie gut ausgedampften und abgekühlten Kartoffeln, in einigen Regionen auch aus Yams oder Maniok (Knollen-Stärken), beziehungsweise aus Reis oder stark eingekochten, nach dem Prinzip von Mehlschwitzen hergestellten Saucen (Getreide-Stärken). Da auch optionale Zutaten wie zerkleinertes Fleisch oder Gemüse bei Kroketten in der Regel vorgegart sind, muss die geringere Bindekraft gegarter Lebensmittel zumeist zusätzlich mit Eigelb kompensiert werden, sofern nicht eine sehr weiche, fast flüssige Konsistenz erwünscht ist, wie beispielsweise bei den spanischen Croquetas.

### Krokettenmassen mit Knollen-Stärke

#### Kartoffeln
In den deutschsprachigen Ländern werden Kroketten zumeist mit Kartoffelkroketten assoziiert. Diese werden aus einer Masse von gekochten und zerstampften Kartoffeln bereitet, die nach dem Abkühlen mit Eigelb und evtl. Butter vermengt und mit Muskatnuss gewürzt wird.
Von der Lebensmittelindustrie werden diverse teil- oder verzehrfertige Fertigprodukte vom Pulver für die Massenbereitung bis hin zu fertig panierten, tiefgekühlten Kroketten angeboten.
Während Kroketten aus reinen Kartoffelmassen (Croquettes de pommes de terre) überwiegend als Beilagen gereicht werden, können Kartoffelkroketten durch Zugabe unterschiedlichster Zutaten auch als eigenständiges Gericht dienen, wie beispielsweise die spanischen Croquetas de patata, die mit Tomate frito, einer Sauce aus eingekochten Tomaten, oder Aioli serviert werden, und deren Masse nach dem Vorbild der italienischen Crocchette di patate zusätzlich mit einem Hartkäse wie Parmesan gebunden werden kann.

### Krokettenmassen mit Getreide-Stärke

#### Gebundene Getreide-Saucen
Kroketten auf Grundlage einer dickflüssigen Sauce, wie z. B. einer Béchamelsauce, werden in der Regel als eigenständige Gerichte angeboten und sind aufgrund ihrer unzähligen Variationen weltweit gleichermaßen in der häuslichen wie in der gehobenen Küche verbreitet. Die Krokettenmasse wird mit feingewürfelten Haschees aus Fleisch, Geflügel, Gemüse, Fisch, Pilzen oder auch Kombinationen dieser Zutaten vermengt, wobei der Nährwert durch Beimischung von Käse oder knollenstärkehaltigen Lebensmitteln wie Kartoffeln oder Maniok zusätzlich erhöht werden kann.
In der klassischen gehobenen Küche besteht die Krokettenmasse aus Haschees hochwertiger Zutaten, wie Kalbfleisch, Wild oder Krustentierfleisch, der feingewürfelte Steinpilze oder Trüffeln zugesetzt werden können. Diese Kroketten werden in der Regel als Vorspeise mit einer gesondert (a part) servierten Sauce gereicht, in Kombination mit Sättigungsbeilagen können sie auch als eigenständiges Gericht dienen.

#### Reis
Zu den aus einer Reismasse geformten Kroketten gehören die italienischen Arancini und die spanischen Croquetas de arroz (Reiskroketten), deren Grundmasse aufgrund der geringeren Bindekraft von Reis durch Zugabe von Eigelb und/oder Käse stabilisiert wird.

## Geschichte und Verbreitung

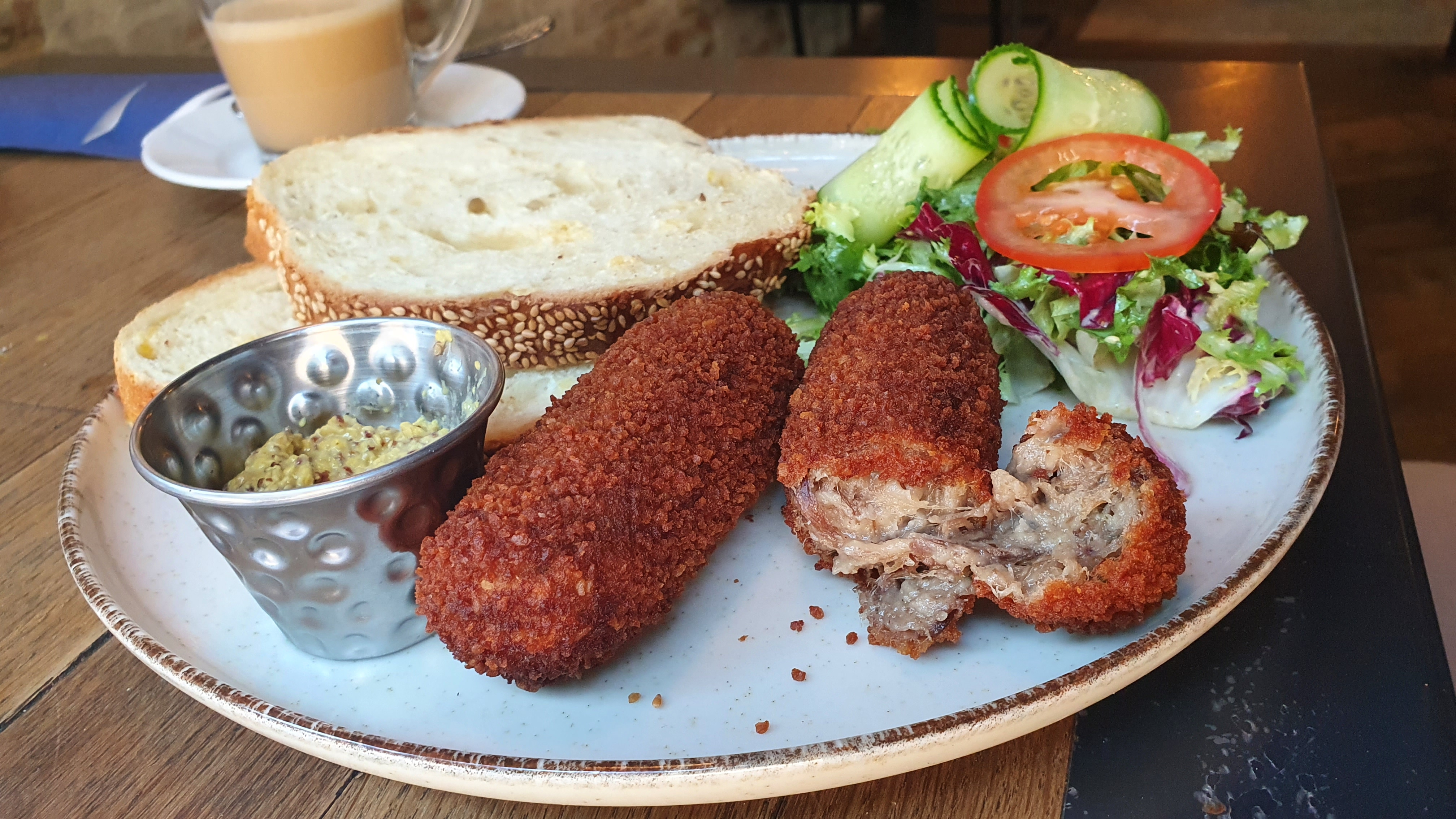
Rundvleeskroketten – niederländische Kroketten

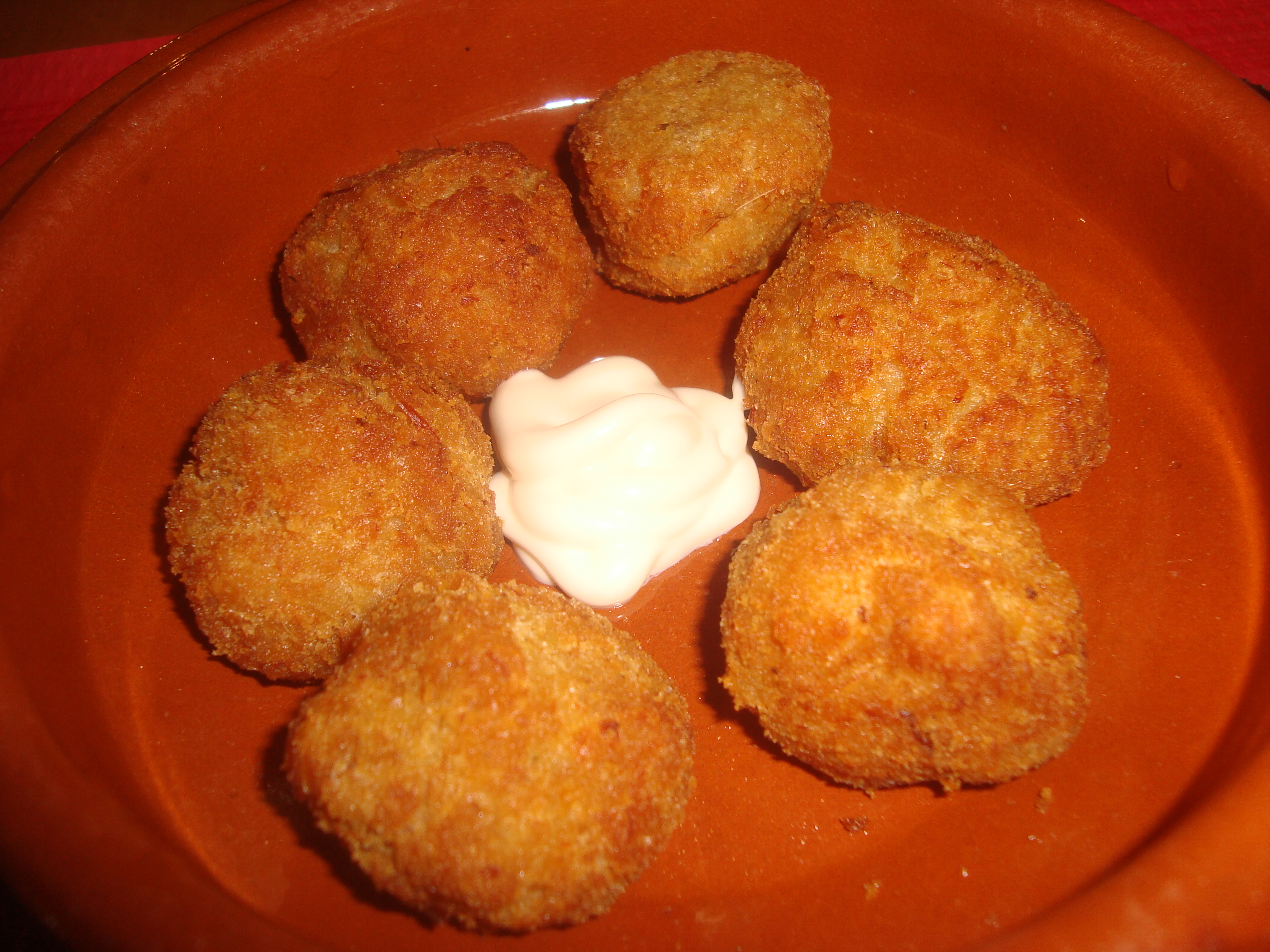
Spanische Croquetas mit Aioli

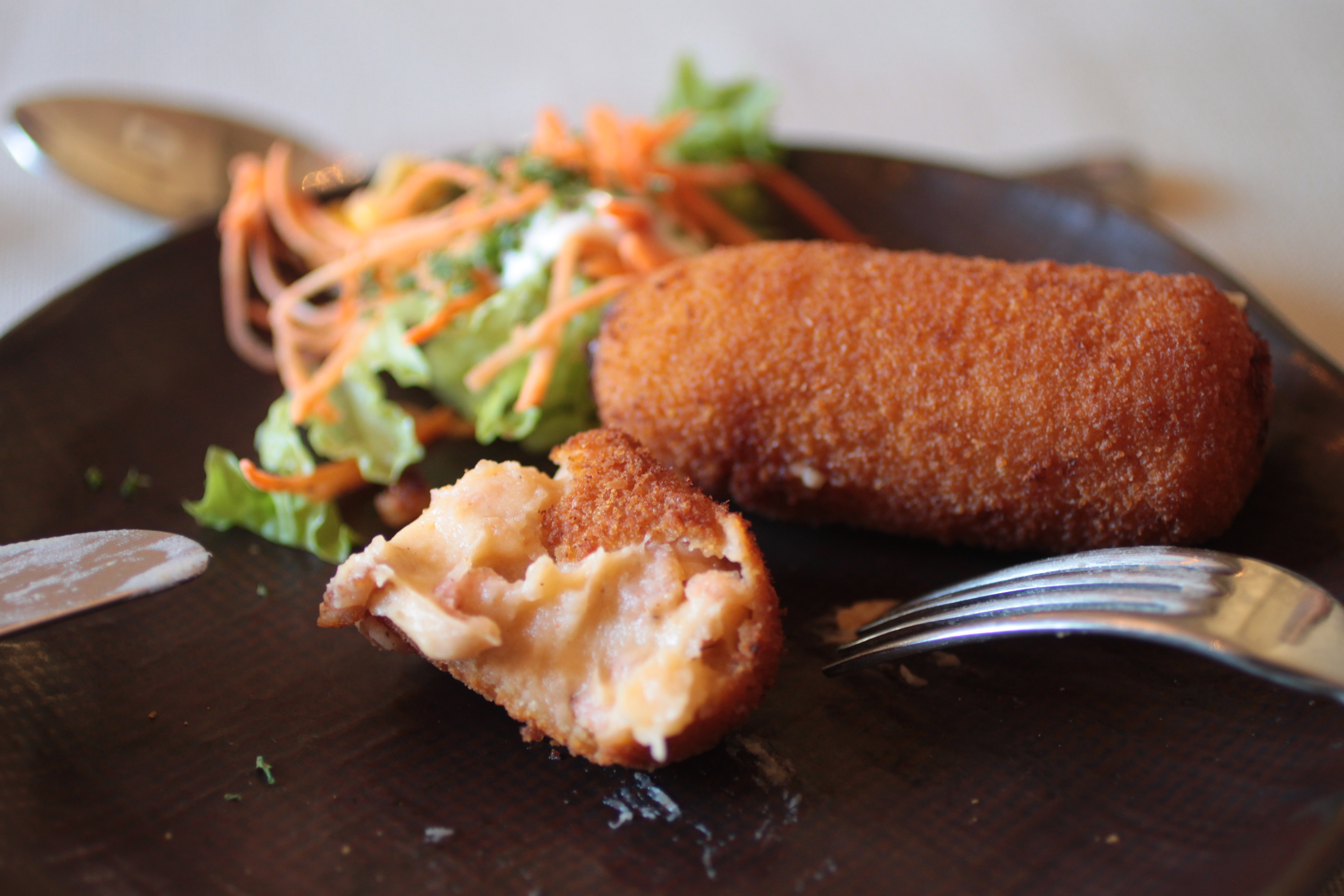
Japanische Korokke

Die Bezeichnung croquette für eine länglich geformte Kugel, die aus Reis, Fleisch, Fisch oder anderem bestehen konnte, die paniert und in Öl frittiert wurde, ist im Französischen seit 1740 nachgewiesen. Die Bezeichnung wurde zunächst als Crocchette (italienisch), Croqueta (spanisch), Croquete (portugiesisch) oder Kroket (niederländisch) in die gastronomische Sprache zahlreicher europäischer Länder übernommen und gelangte von dort im Verlauf des 19. Jahrhunderts auch in die Gebiete der europäischen Kolonialmächte in Amerika und Asien.

### Niederlande
In den Niederlanden ist die Fleischkrokette (niederländisch: Vleeskroket, oft nur Kroket) ein beliebter Imbiss, der auch zur Selbstbedienung in Automaten angeboten wird. Die Füllung besteht aus einem stark gebundenen Ragout. Die kleinere, runde Form heißt Bitterballen und wird als Snack auch in niederländischen Kneipen konsumiert. Neben der Rindfleischkrokette (Rundvleeskroket) sind auch Kroketten aus Kalbfleisch (Kalfskroket), mit Gulaschfüllung (Goulashkroket), Garnele (Garnaalkroket) oder mit einer Fleisch- und Erdnussfüllung (Satékroket) sowie vegetarische Gemüsekroketten (Groentekroket) erhältlich.
Runde, flache Fleischkroketten werden in den Niederlanden unter anderem bei McDonald’s (unter dem Namen McKroket) angeboten. Diese werden in einem Brötchen verkauft und mit Senf abgeschmeckt.

### Spanien
In Spanien und Lateinamerika sind Kroketten (Croquetas) ein beliebtes Gericht der häuslichen Küche, das in vielfältigen Variationen auch in Restaurants als Vorspeise und insbesondere in südspanischen Bars als Tapa angeboten wird. Sie bestehen zumeist aus einer dickflüssigen Béchamelsauce, in der die geschmacksgebenden Zutaten oftmals mitgegart werden, wodurch einerseits eine Aromatisierung der Grundsauce erreicht wird, andererseits aber auch der Anteil insbesondere hochpreisiger Zutaten verringert werden kann. Die Krokettenmasse wird mit zerkleinertem Serrano-Schinken (croquetas de jamón serrano), mit Fisch oder Meeresfrüchten, Käse oder Gemüse angereichert, in hocherhitzbarem Olivenöl ausgebacken und häufig mit Aioli serviert.
Bei spanischen Kroketten wird eine sehr weiche, fast flüssige Konsistenz der Füllung angestrebt, die es zumeist erfordert, die fertige Krokettenmasse vor der Verarbeitung im Tiefkühlfach anzufrieren, damit sie geformt und paniert werden kann. Beim Ausbacken ist zudem eine genaue Kontrolle der Öltemperatur notwendig: Ist diese zu hoch, können die croquetas während des Fritiervorgangs aufplatzen, ist sie zu niedrig, wird die Umhüllung nicht knusprig und saugt sich mit Öl voll.

### Japan
Durch den Einfluss der Französischen Küche gelangte die Krokette während der Meiji-Restauration auch nach Japan, wo sie als Korokke (japanisch コロッケ) zu einem beliebten Imbiss wurde, dessen Grundmasse auf einer Béchamelsauce oder auf gekochten Kartoffeln beruht, die mit einheimischen Zutaten angereichert wird.